# Classic Haribo 2000
La Classic Haribo 2000, settima edizione della corsa, si disputò il 20 febbraio 2000 su un percorso di 206 km tra Uzès e Marsiglia. Fu vinta dall'estone Jaan Kirsipuu, che terminò in 4h35'39". La gara era classificata di categoria 1.3 nel calendario dell'UCI.

## Ordine d'arrivo (Top 10)
| Pos. | Corridore          | Squadra        | Tempo    |
| ---- | ------------------ | -------------- | -------- |
| 1    | Jaan Kirsipuu      | AG2R Prév.     | 4h35'39" |
| 2    | Laurent Brochard   | Jean Delatour  | s.t.     |
| 3    | Romāns Vainšteins  | Vini Caldirola | s.t.     |
| 4    | Gianluca Bortolami | Vini Caldirola | a 3"     |
| 5    | Oscar Cavagnis     | Cantina Tollo  | a 10"    |
| 6    | Paul Van Hyfte     | Lotto-Adecco   | a 11"    |
| 7    | Michael Blaudzun   | Memory Card    | a 13"    |
| 8    | Marco Zanotti      | Liquigas       | a 23"    |
| 9    | Andrej Hauptman    | Vini Caldirola | s.t.     |
| 10   | Stéphane Barthe    | AG2R Prév.     | s.t.     |